# Хайнрих V фон Вайлнау
Хайнрих V/I фон Вайлнау (на немски: Heinrich V, Graf von Weilnau; † пр. 1342/сл. 1344) е граф на Вайлнау.

## Произход
Той е син на граф Герхард II фон Вайлнау († 1288) и съпругата му графиня Изенгард фон Ханау († 1282), дъщеря на граф Райнхард I фон Ханау († 1281) и Аделхайд фон Мюнценберг († ок. 1291). Брат е на граф Райнхард фон Вайлнау († сл. 1344) и Елизабет фон Вайлнау († 1365), омъжена за Конрад V фон Тримберг († сл. 1369).

## Фамилия
Хайнрих V/I фон Вайлнау се жени пр. 1 декември 1324 г. за Мехтилд фон Изенбург († сл. 1342), дъщеря на Еберхард фон Изенбург-Гренцау († 1292) и Изолда (Изабела) фон Хайнсберг († сл. 1287). Те имат децата:
- Хайнрих VI фон Вайлнау, граф на Вайлнау
- Еберхард фон Вайлнау, домхер в Майнц
- Изенгард фон Вайлнау († сл. 1342), омъжена за Йохан фон Керпен-Линстер, господар на Майзембург († сл. 1348)